# Irinaka (métro de Nagoya)
Irinaka (いりなか駅, Irinaka-eki) est une station du métro de Nagoya sur la ligne Tsurumai dans l'arrondissement de Shōwa à Nagoya.

## Situation sur le réseau
La station Irinaka est située au point kilométrique (PK) 14,1 de la ligne Tsurumai.

## Histoire
La station a été inaugurée le 18 mars 1977.

## Services aux voyageurs

### Accès et accueil
La station est ouverte tous les jours.

### Desserte

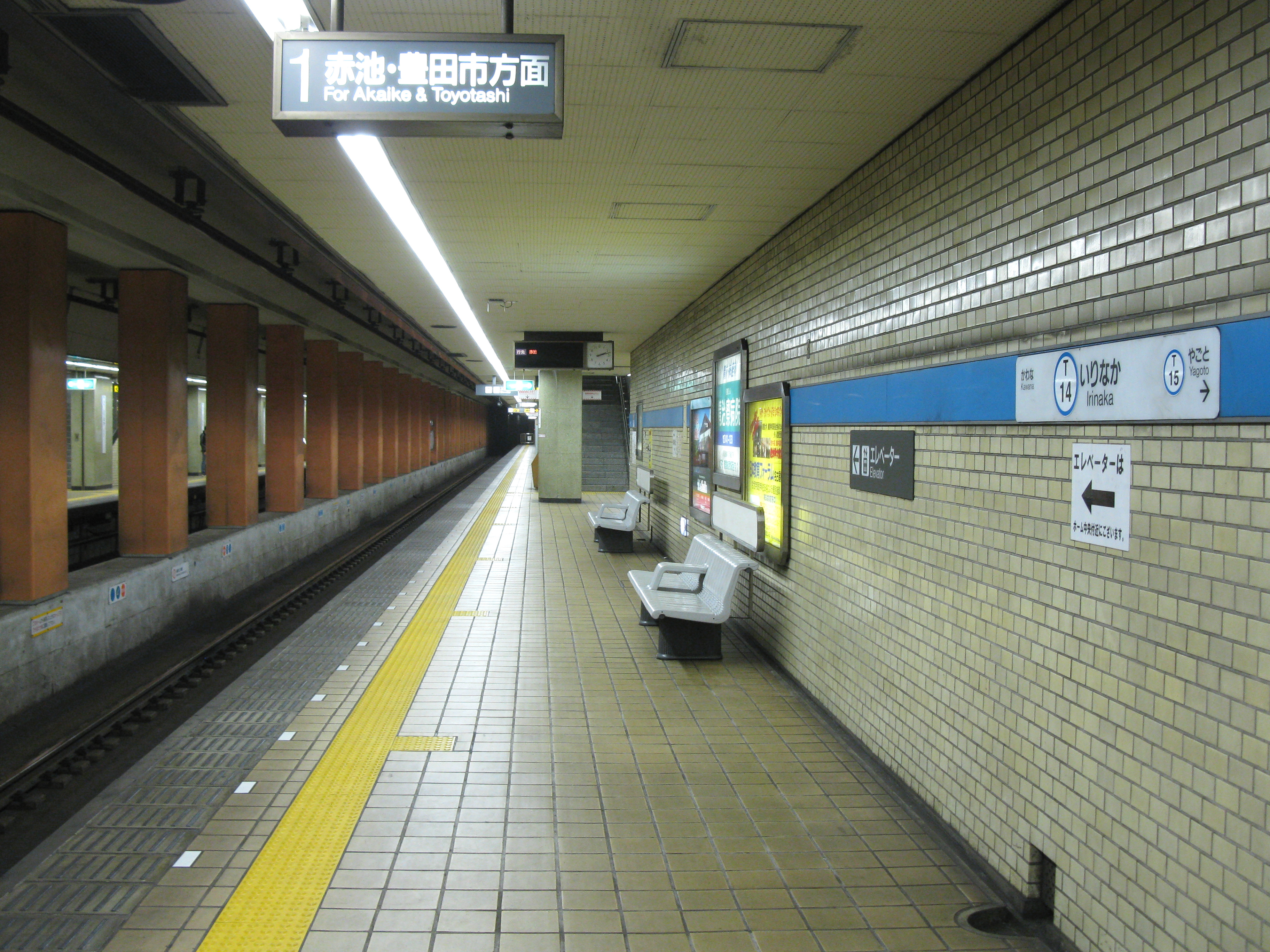
Vue des quais

- Ligne Tsurumai :
  - voie 1 : direction Akaike
  - voie 2 : direction Kami-Otai